# Юниън (окръг, Мисисипи)
Вижте пояснителната страница за други значения на Юниън.
Окръг Юниън (на английски: Union County) е окръг в щата Мисисипи, Съединени американски щати. Площта му е 1080 km², а населението - 25 362 души (2000). Административен център е град Ню Олбани.